# Котовський Анатоль Харитонович
У Вікіпедії є статті про інших людей з прізвищем Котовський.
Котовський Анатоль (Анатолій) Харитонович — український письменник, журналіст, літератор.
У 1929 році виїхав з батьками в Аргентину, провінція Місьонес. Під час Другої світової війни працював у Комітеті допомоги Україні. Після війни переїхав до Буенос-Айреса. В 1949 році став директором Українського прогресивного видавництва «Знання», яке видавало однойменну газету і журнал «Батьківщина».
Повернувся в Україну в 1955 році. Працював на будівництві Здолбунівського цементно-шиферного комбінату, вчився у вечірній школі. Здобувши середню освіту, в 1960–1966 роках заочно навчався на факультеті журналістики Львівського держуніверситету імені І. Я. Франка. У 1963–1981 роках працював літературним співробітником, завідувачем відділу в обласній газеті «Червоний прапор» (Рівне).